# 魔法少女小圓相關作品
魔法少女小圓相關作品（日语：魔法少女まどか☆マギカの関連作品），是一系列由日本電視動畫《魔法少女小圓》所衍生之漫畫、小說、電子遊戲與電影作品的列表。

## 漫画
目前包括1部正篇、1部正篇衍生外傳（〜The different story〜）、1部正篇續作（叛逆的物語）以及4部獨立外傳，日本總銷售量在2011年5月已累積超過160萬本。中文版單行本均由東立出版社代理，在臺灣、香港兩地出版。單行本作品列表如下：
魔法少女小圓
日语：。原作電視動畫的漫畫化作品。全3冊。
劇場版 魔法少女小圓［新篇］叛逆的物語
日语：。根據同名電影劇本繪製的漫畫作品。全3冊。
魔法少女小圓 〜The different story〜
日语：。主角是巴麻美的衍生外傳作品。全3冊。
魔法少女小圓［魔獸篇］
日语：。解說原作結局故事的漫畫作品。預定全3冊。
魔法少女小織
日语：。主角是原作未登場的魔法少女美國織莉子，由ムラ黒江繪製的獨立外傳作品。全2冊。
魔法少女和美 〜The innocent malice〜
日语：。故事舞台位於新城市「翌桧市（あすなろ市）」的獨立外傳作品。原作：平松正樹，绘画：天杉貴志。全5冊。
魔法少女貞德 The Legend of "Jeanne d'Arc"
日语：。由與繪製的外傳作品。連載中。
魔法少女鈴音
日语：。由GAN繪製的外傳作品。2013年11月12日開始連載。

## 小說
《魔法少女☆小圓 全 (小說)》（日语：小説版 魔法少女まどか☆マギカ），由作家一肇執筆，從原作電視動畫改編而成。初版於2011年8月由Nitro+（日语：ニトロプラスブックス）發售。更換插畫的新裝版則於2012年5月由芳文社發行。中文版由東立出版社代理。
虛淵玄監修，以鹿目圓的第一人稱視角來進行動畫版的故事。描寫圓在故事中各種場面的思考、煩惱、走到結局的心理以及價值觀等等。僅在曉美焰的回憶（相當於動畫版第10話的內容）和結局部分切換成焰的視角。其他在動畫版中，圓不在場、不可能聽到的台詞都改成圓在場或是透過丘比的心電感應聽到。

### Nitro+版
2011年8月14日，分成上下兩冊的小說版由Nitro+發行。並提前於8月12日舉行的Comic Market 80展場先行販售了特別版。插畫：ゆーぽん。這2本小說在商品物流上不是以「書籍」，而是以「物品」的名義販售，不只沒有ISBN編碼，在日本當地的一般書店也沒有販賣，必須前往動漫專賣店或使用網路通販才能購買。
-  2011年8月14日發售[10]。
-  2011年12月16日發售[11]。
-  2011年12月16日發售[12]。

### 芳文社版
2012年5月9日發行。內容是將Nitro+版本中的錯字、錯誤修正後，裝訂成全1冊的再編輯版。插畫方面，封面和卷頭插圖是蒼樹梅，本文插圖是谷口淳一郎（原畫）、SHAFT（完成）擔任。
- 日文版：2012年5月10日初版發行（同月9日發售[13]）、ISBN 978-4832202580
- 中文版：2012年12月27日初版發售[5]、ISBN 978-986-32-4459-2

### 星海社文庫版
星海社文庫版，是由星海社於2013年10月17日分為上下兩冊刊行的。在芳文社版的基礎上，增加、修正了部份內容，章節構成與Nitro+版相同。插畫採用谷口淳一郎繪製的黑白原畫，再加以彩色化。
-  2013年10月17日初版發行（同日發售）[14]。ISBN 978-4-06-138956-4。
-  2013年10月17日初版發行（同日發售）[15]。ISBN 978-4-06-138957-1。

### 單篇小說
為小說版的販賣打頭陣，《Megami MAGAZINE》2011年4月號刊登了2頁份量（含插畫）的單篇小說，以及小說單行本即將發售的資訊。該篇單篇小說是一篇喜劇作品，一樣以鹿目圓的第一人稱視角進行，內容描述沙耶香、仁美、焰、杏子、丘比受困於倉庫中的故事。

## 遊戲

### 電子遊戲

#### 手機遊戲
魔法少女小圓（Mobage）
日语：。
DeNA的社交遊戲平台「Mobage」於2011年9月20日開始為功能型手機提供此款卡片育成遊戲服務，並於同年10月推出了智慧手機版本。由Aniplex負責運營。隨著「魔法少女小圓 Plus」的上線，本遊戲於2012年11月19日正式終止。
魔法少女小圓 Plus
日语：。
於2012年12月29日開始在Mobage平台上提供的社交遊戲。該遊戲於2013年10月29日登陸GREE平台，並於2013年11月20日登陸dゲーム平台。該遊戲由デジターボ・ネクストリー負責運營。該遊戲於2015年12月25日正式結束。
麻美的心跳加速 Tiro Finale
日语：。
於2011年10月14日發佈。為紀念《魔法少女小圓 PORTABLE》的發售決定，玩家可通過所獲得的得分解鎖該作品的相關資訊。
魔法少女小圓 TPS
日语：。
由Frontier Works發行的第三人稱射擊遊戲。以曉美焰、麻美、沙耶香和杏子等角色為主角。根據不同的角色，遊戲被分為以下幾個標題。
- 2011年12月16日Android版開始營運，2012年8月9日iOS版開始營運。
- 2012年8月9日Android版開始營運，2012年11月iOS版開始營運。
- 2012年10月Android版開始營運。

魔法少女小圓 iP
日语：。
2012年1月20日，智慧手機應遊戲「魔法少女小圓 iP」和「魔法少女小圓 iP for Android」開始發佈，玩家可以與鹿目圓進行交流。該遊戲於2012年4月30日停止發佈。
魔法少女小圓（手機Flash遊戲）
日语：。
自2012年2月27日起，該遊戲開始付費發佈，包含5位主要角色的Flash遊戲。該內容由Mobile Animate、Gamers Mobile和Aniloco負責發佈。
魔法少女小圓 記憶的拼圖
日语：。
這是一款由Aniplex於2013年3月29日發佈的iPhone平台的拼圖遊戲。
魔法少女小圓 魔法硬幣
日语：。
由ネオス和メディア・マジック開發的Android平台遊戲，於2014年7月18日上線。該遊戲的iPhone版本則從2014年9月1日開始提供下載。
劇場版 魔法少女小圓［前篇］起始的物語／［後篇］永遠的物語
由Nitro+和Mobcast共同開發，由中國bilibili公司獨家發行的智慧型手機遊戲。
本作是基於劇場版內容的2D橫向動作遊戲。雖然只發行簡體中文版，但日語配音仍為動畫原班人馬，原作動畫系列的部份班底也參與了製作。IOS版本於2016年12月22日開始上市，Android版本於2016年12月28日開始上市。
魔法紀錄 魔法少女小圓外傳
日语：。
由Aniplex與f4samurai聯合開發的iOS/Android平台遊戲。於2017年8月22日開始服務，並持續到2024年7月31日。該遊戲以新興都市・神濱市為舞台展開的嶄新魔法少女物語。蒼樹梅負責新人魔法少女的設計、劇團狗咖喱負責魔女原案、SHAFT公司負責動畫製作，陣容向原作電視動畫看齊。TrySail演唱主題曲。
魔法少女小圓 Magia Exedra
日语：。
由Aniplex企劃，Pokelabo與f4samurai聯合開發的iOS/Android平台遊戲。於2025年3月27日營運，本作的主要舞台是名為「燈塔劇場」的地方，這裡是魔法少女記憶之光點亮的場所。玩家將與神秘少女「ナマエ」一同進入記憶之窗，前往記憶世界，尋找四散的魔法少女記憶之光。記憶中除了收錄原作及外傳漫畫作品劇情外，還包含不同於正篇的「IF（假設）」路線，展現遊戲獨創的故事情節。

#### 遊戲機遊戲
魔法少女小圓 PORTABLE
日语：。PlayStation Portable（PSP）掌上型遊戲。
劇場版 魔法少女小圓 The Battle Pentagram
日语：。PlayStation Vita（PSV）掌上型遊戲。2013年12月19日發售。

#### 線上遊戲
魔法少女小圓 Online
日语：。2012年6月22日，日商Strategy & Partners在日本境內推出本作改編網頁遊戲《魔法少女小圓Online》的封閉測試。6月1日－11日將招募1萬名玩家參與。測試期間，官方網頁封鎖了海外IP，僅開放日本玩家參與。此遊戲于2015年5月28日（星期四）16:00停止運營。

#### 街機遊戲
劇場版 魔法少女小圓 MAGICARD BATTLE
日语：。SEGA的卡片遊戲型街機遊戲，營運時間2014年7月31日－2015年9月4日。

#### 主要同人遊戲
悲傷綜合症
黄昏边境於2011年8月11日在Comic Market80发布同人2D横版动作游戏GRIEF SYNDROME，其战斗背景和人物设定均忠于原著描述，2011年9月9日在官网推出了v1.10补丁更。

## 電影
目前，本作的3部動畫電影［前篇］［後篇］與［新篇］已经公映，日本票房總收入將近30亿日圓。作品列表如下：
劇場版 魔法少女小圓 ［前篇］起始的物語
日语：。相當於原作電視動畫第1話－第8話的故事。2012年10月6日公映（日本）。
劇場版 魔法少女小圓 ［後篇］永遠的物語
日语：。相當於原作電視動畫第9話－最終話（第12話）的故事。2012年10月13日公映（日本）。
劇場版 魔法少女小圓 ［新篇］叛逆的物语
日语：。延續前作的全新故事。2013年10月26日公映（日本）。
劇場版 魔法少女小圓 〈魔女之夜的迴天〉
日语：。延續前作的全新故事。原預定於2024年冬季在日本上映，2024年8月16日宣布延期至2025年冬季上映。

## 概念短片
2015年11月27日首發於『MADOGATARI展』展場內上映的短片。
- 原作 - Magica Quartet
- 總導演・分鏡稿 - 新房昭之
- 演出 - 宮本幸裕
- 異空間設計 - 劇團狗咖喱
- 作畫監督 - 谷口淳一郎
- 音響監督 - 鶴岡陽太
- 音響製作 - 樂音社
- 音楽 - 梶浦由記
- 製作 - SHAFT

## 相關書籍
魔法少女小圓 設定資料集
日语：
Movic、2011年6月30日發售。JAN 4961524-508389。
收錄電視動畫設定稿的資料集。詳細記錄武器、人物等作畫之細節。
成熟的牢籠 《魔法少女小圓》論
日语：
山川賢一（著）、電影旬報出版社、2011年8月19日發行。ISBN 978-4-87376-374-3
動畫製作者・ANIPLEX官方監修的影評專書。以動畫正篇的登場人物——美樹沙耶香與佐倉杏子、鹿目圓與曉美焰的關係為主軸，從他們的思想主張及其末路，嘗試解說作品的主題及其闡釋之「惡」。
魔法少女小圓官方公式設定集 you are not alone.
日语：
Manga Time Kirara（編）、芳文社、2011年9月11日發行（2011年8月27日發售）、ISBN 978-4-8322-4061-2。
電視動畫正篇的視覺設定集。收錄動畫雜誌刊登的彩色插圖，故事及角色解说，製作人員與聲優的訪談，創作阶段的初始设定等。
現代視覺文化研究別冊01 超解讀魔法少女小圓
日语：
小型报與愉快的朋友們（編）、三才圖書〈三才ムック vol.421〉、2011年9月15日發行（同日發售）。ISBN 978-4-86199-389-3。
交織非官方的解說，從複數觀眾的論點解說作品的設定與魅力。分析作品中的主题，解说影迷的迴響和同人创作的状况。卷末，收录非官方的「魔女前身（魔法少女）」的身姿的同人創作企划。
《魔法少女小圓》PRODUCTION NOTE
日语：
SHAFT（編輯/發行）、メディアパル （页面存档备份，存于）（發售）、2011年8月12日發行（2011年10月1日發售、Comic Market80先行販賣）。ISBN 978-4896106268
由SHAFT自行編輯，收錄設定資料、創作原案以及劇團狗咖哩畫集的套裝書籍。由ミルキィ・イソベ （页面存档备份，存于）設計。
100人為之傾倒！　《魔法少女小圓》
日语：
Anime Wonderland（編）、宝島社、2011年10月28日發行（2011年10月14日發售）。ISBN 978-4-7966-8525-2。
藝人、政治人物、評論家、作家、雜誌編輯、同人作家、上班族、主婦等100人共同執筆評論本作的書籍。作者包括在部落格向選民推薦本作的東京都江戶川區議會議員田中健、2011年8月扮演巴麻美參加職業摔角大賽的長島☆自演乙☆雄一郎。前述的『成熟という檻』一書作者山川賢一也參加執筆。
魔法少女小圓†總特集 為魔法少女獻花
日语：
青土社〈ユリイカ2011年11月臨時増刊号〉、2011年10月發售。ISBN 978-4-7917-0229-9。
藝術綜合誌『ユリイカ』的增刊號。除了收錄作品評論，也有悠木碧與齋藤千和的對談，虚淵玄與田中羅密歐的對談，各話解説等。
魔法少女小圓 The Beginning Story
日语：
Newtype（編）、角川書店、2011年12月10日發行（2011年11月發售）、ISBN 978-4-04-110045-5。
收录电视动画本编全话剧本的剧本集。除了剧本决定稿以外，還有由虛渊玄解说的初期稿(第0稿)的一部分等。
魔法少女小圓 KEY ANIMATION NOTE
日语：
SHAFT（編輯/發行）、メディアパル （页面存档备份，存于）（發售）。
收录动画原画的原画集。收录製作人員的评语和剧团狗咖喱描绘的插图，封面使用谷口淳一郎描绘的插图。
1. Opening Key Animation（片頭動畫篇） - 2012年2月末發售（Comic Market81先行販賣限定版）。ISBN 978-4896106398
2. 麻美編（1〜3話） - 2012年3月末發售。ISBN 978-4896106404
3. 沙耶香編（4〜6話） - 2012年4月末發售。ISBN 978-4896106411
4. 杏子編（7〜9話） - 2012年5月末發售。ISBN 978-4896106428
5. 焰編（10話） - 2012年7月末發售。ISBN 978-4896106435
6. 圓編（11〜12話） - 2012年9月末發售。ISBN 978-4896106442

魔法少女小圓 film memories
日语：
Manga Time Kirara（編）、芳文社、2012年5月26日發售。ISBN 978-4-8322-4151-0。
由電視動畫正篇畫面構成的漫畫。
MANGA TIME KIRARA MAGICA
日语：
主條目：MANGA TIME KIRARA MAGICA
芳文社、偶數月9日（Vol.1：2012年6月8日）發售
『魔法少女小圓』専門誌、由『Manga Time Kirara Carat』發行的漫畫増刊。刊载劇場版的訊息和采访报道、漫画等。
魔法少女小圓 the illustrated book
日语：
Manga Time Kirara（編）、芳文社、2013年1月27日初版發行。ISBN 978-4-8322-4250-0
ハノカゲ、ムラ黒江、天杉貴志3位漫画版作者在內的55名漫画家、插畫家，所繪製的劇中名場景的插畫集。
體育報 魔法少女小圓特別號
日语：
報知新聞社 2012年10月16日發行。JAN 4910852-321627-00286
為劇場版公映所发行的號外，小报规格32P·彩色。在車站售货店·便利商店·讀賣新聞销售店等處销售。在报纸销售店購買者，附加特典。
新房昭之・虚淵玄・6名主演聲優（魔法少女＋丘比）・ClariS・Kalafina與おぎやはぎ・長島☆自演乙☆雄一郎・大江香織等人的採訪、角色解説・魔女圖鑑。
劇場版 魔法少女小圓 ［前篇］起始的物語／［後篇］永遠的物語 官方公式設定集 with you.
日语：
Manga Time Kirara（編）、芳文社、2013年7月27日發售、ISBN 978-4-8322-4332-3。
劇場版前後篇的视觉設定集。收录动画杂志刊登的颜色插图、故事解说、製作人員和廣播剧演员的采访报道，新设定的美术资料等。
魔法少女小圓 LOVE! 圓＆焰 ver.
日语：
2013年8月8日發售。
「魔法少女小圓」 丘比「契約」日式手巾BOOK
日语：
2013年8月8日發售。
魔法少女小圓 筆記本＆文具套組BOOK
日语：
2013年9月27日發售。
魔法少女小圓 魅惑的「魔女收藏」BOX BOOK
日语：
2013年10月1日發售。
魔法少女小圓Pia
日语：
2013年10月12日發售。
體育報 「劇場版 魔法少女小圓［新篇］叛逆的物語」特別號
日语：
2013年11月15日發售。
劇場版 魔法少女小圓［新篇］叛逆的物語 官方公式設定集　only you.
日语：
Manga Time Kirara（編）、芳文社、2014年4月12日發售、ISBN 978-4-8322-4429-0。
為劇場版新篇的視覺設定集，當中包含以往在各處發布的具版權插圖，故事截圖與解說，美術設定，以及聲優和製作人員的訪談。

## 吃角子老虎
SLOT 魔法少女小圓
日语：
開發，Universal Entertainment Corporation販賣，預定2013年12月25日開始運行。

## 外部連結
- （日語） 魔法少女小圓 漫畫版 芳文社官方網頁 （页面存档备份，存于）
- （日語） 魔法少女小圓 短篇漫畫 芳文社官方網頁 （页面存档备份，存于）
- （日語） 魔法少女小圓 四格漫畫 芳文社官方網頁 （页面存档备份，存于）
- （日語） 魔法少女小圓×Manga Time Kirara Forward （页面存档备份，存于）
- （日語） 魔法少女小圓 小說版 官方網頁 （页面存档备份，存于）
- （日語） 魔法少女小圓Portable（PSP遊戲） 官方網頁 （页面存档备份，存于）
- （日語） 魔法少女小圓Online 官方網頁 （页面存档备份，存于）
- （日語） 劇場版 魔法少女小圓 ［前篇］／［後篇］ 官方網頁 （页面存档备份，存于）
- （日語） 劇場版 魔法少女小圓 ［新篇］叛逆的物語 官方網頁 （页面存档备份，存于）